# Ajedrez mágico
|       |       |       |    |    |       |    |       |    |  |
|       | a8 gd | b8    | c8 | d8 | e8    | f8 | g8    | h8 |  |
| a7    | b7    | c7    | d7 | e7 | f7 gd | g7 | h7    |    |  |
| a6    | b6    | c6    | d6 | e6 | f6    | g6 | h6    |    |  |
| a5    | b5    | c5    | d5 | e5 | f5    | g5 | h5    |    |  |
| a4    | b4    | c4    | d4 | e4 | f4    | g4 | h4    |    |  |
| a3    | b3    | c3    | d3 | e3 | f3    | g3 | h3    |    |  |
| a2 pd | b2    | c2    | d2 | e2 | f2    | g2 | h2 gd |    |  |
| a1 kd | b1    | c1 kl | d1 | e1 | f1    | g1 | h1 gl |    |  |
|       |       |       |    |    |       |    |       |    |  |

Solución:
1.Gh3 Gh4 2.Gh5 Gh6 3.Gh7 Gh8 4.Ge7 Gd7 5.Gc7 Gb7 6.Ga7+ Ga6 7.Ga5+ Ga4 8.Ga3#
Se denomina ajedrez mágico (nombre original en inglés: fairy chess) al área de los problemas de ajedrez en los que hay algunos cambios en las reglas del juego. El término fue introducido por Henry Tate en 1914. Thomas R. Dawson (1889-1951), el "padre del ajedrez mágico", inventó muchas piezas para esta variante del juego, así como nuevas reglas. También fue editor de problemas de la Fairy Chess Review (1930-1951).
Aunque el término "ajedrez mágico" se usa a veces para denominar distintos juegos, generalmente se aplica a problemas en los que se cambian el tablero, las piezas o las reglas para expresar una idea o tema imposible en el ajedrez convencional. Las variaciones del ajedrez destinadas a crear juegos completos y jugables se suelen denominar variantes del ajedrez.

## Tipos de problemas del ajedrez mágico
Los tipos de aspectos modificados en los problemas del ajedrez mágico incluyen:
- Nuevas estipulaciones: Las modificaciones más utilizadas por los ajedrecistas de la versión mágica, como Thomas Dawson, son nuevas condiciones sobre el mate, en lugar de una consideración directa. Se inventaron muchas de ellas, y algunas se consolidaron. El auto mate y el jaque mate se consideran, en el siglo XXI, reglas ortodoxas (y no del ajedrez mágico). Entre otros se encuentran el reflexmate y varios tipos de movimientos en serie.
- Nuevas condiciones: Abarcan todos los cambios de reglas, incluidas las normas para las capturas, controles, jaque mate y capacidad de movimiento general de las piezas. Algunas han tenido una presencia duradera, como el ajedrez de Circe, el ajedrez madrasí, el ajedrez de Andernach, el ajedrez monocromático, el ajedrez de patrulla, el ajedrez de Einstein y el ajedrez de Descartes.
- Nuevas piezas de ajedrez: Las piezas de ajedrez convencionales se generalizan de muchas maneras, transformándose en piezas de ajedrez mágicas, como el saltamontes, el jinete nocturno o el cañón.
- Tableros diferentes: Se puede variar el tamaño del tablero de 8×8 a otros tamaños (tableros con formas inusuales de 10×10, 8×10, 8x8 u otros) o usar diferentes geometrías: cilíndrico (vertical y horizontal), anillo anclado o toro y otros.

Hay problemas de ajedrez mágico que combinan varias de estas reglas modificadas.
Todas las inscripciones en los campeonatos del mundo y en los FIDE Album se dividen en ocho secciones: mates directos (con 2 jugadores, 3 jugadores o más jugadores); estudios de finales; auto mates; jaque mate; ajedrez mágico; y problemas antiguos y matemáticos.

## Publicaciones sobre el ajedrez mágico
Libros y folletos dedicados al ajedrez mágico:
- Chess Eccentricities by G. H. Verney (1885)
- Chancellor Chess by B. R. Foster (1886)
- The 20th Century Retractor by Mrs. W. J. Baird (1907)
- Space Chess publications of Dr.  Ferdinand Maack and the Hamburg Space Chess Club (1908–1919)
- 150 Schachkuriositäten by Problematicus (1910)
- Retrograde Analysis by T. R. Dawson and W. Hundsdorfer (1915)
- Fata Morgana by Dr. E. Birgfeld (1922)
- On Retraction Chess Problems by Dr. Niels Hoeg (1927)
- Hexagonal Chess by H. D. Baskerville (1929)
- Chess Chimes from Prague by Z. Mach (1933)
- Caissa's Wild Roses by T. R. Dawson (1935)
- C. M. Fox, His Problems by T. R. Dawson (1936)
- Caissa's Wild Roses in Clusters by T. R. Dawson (1937)
- Ultimate Themes by T. R. Dawson (1938)
- Une Nouvelle Invention by Znosko-Borovsky (1947)
- Caissa's Fairy Tales by T. R. Dawson (1947)
- Am Rande des Schachbretts by Dr. Karl Fabel (1947)
- Einführlung in das Märchenschach by Hermann Stapff (1948)
- Caissas Märchen translated by Dr. Massmann (1949)
- Einzüger Rekorde by N. Petrovic (April 1950)
- Les Jeux d'Echecs Non-orthodoxes by J. Boyer (1951, Paris)
- Elemente des Märchenschachs by T. R. D., translated by W. Karsch and Dr. J. Niemann (1953)
- Nouveaux Jeux d'Echecs Non-orthodoxes by J. Boyer (1954, Paris)
- Rund um das Schachbrett by Dr. Karl Fabel (1955)
- 32 Personaggi e un Autore by L. Ceriani (1955)
- Are There Any? by G. F. Anderson (1958)
- Kurioses Schach by Dr. Karl Fabel (1960)
- Der Jäger im Schachspiel by Theodor Steudel (1960)
- La Genesi Delle Posizioni by L. Ceriani (1961)
- Doppelzugschach by H. Klüver (1963)
- Faschingsschach der Welt by Hans Klüver (1963)
- Ye Faerie Chesseman by D. L. Miller (1965)
- Schach und Zahl by Bonsdorff, Fabel, and Riihimaa (1966)
- Maximum Tables by The Fairy Chess Correspondence Circle (1967)
- A Guide to Fairy Chess by A. S. M. Dickins (1967)
- Chess Variations by John Gollon (1968)
- Chess Unlimited by C. Kemp and Dr. K. Fabel (1969)
- Records in One-Mover Chess Construction Tasks by W. Cross and A. S. M. Dickins (1970)
- An Album of Fairy Chess edited by A. S. M. Dickins (1970)
- The Serieshelpmate by John Rice and A. S. M. Dickins (1971)

Publicaciones periódicas dedicadas al ajedrez mágico:
- The Problemist Fairy Supplement (August 1930 – June 1936)
- Fairy Chess Review (August 1936 – April 1958)
- Feenschach, edited by W. Karsch